# Nicolas-Pierre Paillart
Nicolas Pierre Paillart, né le 3 février 1754 à Breteuil et mort 26 octobre 1842 à Chartres, est un administrateur et homme politique français.

## Biographie
Fils de Cyr Paillart, lieutenant du maire de Breteuil en Picardie, membre de l'assemblée provinciale de la province de Picardie en la généralité d'Amiens, juge de paix du canton de Breteuil, et de Marie Marguerite Le Blond, Nicolas-Pierre Paillart commence sa carrière dans les bureaux de la Direction générale de l'Enregistrement et des Domaines de Paris en 1774 et fut nommé vérificateur de la généralité de Paris en 1776. Puis, il devient contrôleur de la généralité d'Orléans en 1783 et à celle de Tours en 1787. En 1788, il est contrôleur des domaines du roi au Mans.
En 1791, il est nommé directeur de la Régie nationale de l'enregistrement et des domaines et droits réunis du département de la Sarthe au Mans, puis, en 1792, du département d'Eure-et-Loir, il demeure alors à Chartres, place du vieux marché aux chevaux.
Il est élu membre du Conseil des Anciens par le département d'Eure-et-Loir en 1798, pour trois ans. Favorable au coup d'État du 18 brumaire, il fut compris par le Sénat conservateur sur la liste des députés au nouveau Corps législatif. Il y représenta le département d'Eure-et-Loir jusqu'en 1803.
Paillart est fait chevalier de la Légion d'honneur en 1821.
Il se marie en 1788 avec Marie-Jeanne-Mathurine Aubin, maître de la Poste aux chevaux de La Loupe, ayant succédé à son père, Mathurin Aubin, maître de la Poste aux chevaux de La Loupe. Son épouse est la belle-sœur d'Étienne Jumentier et meurt à Chartres le 3 février 1815.
Leurs fils unique, Pierre-Aubin Paillart, substitut du procureur du roi près le tribunal civil de première instance de l'arrondissement de Dreux, demeurant à Dreux, puis premier président de la Cour impériale de Nancy où il demeure 6 rue de Callot et président de l'Académie des sciences, belles-lettres et arts de Rouen et de l'Académie de Stanislas, épousera Sophie-Henriette Thomas de Froideau, dont il eut une fille mariée au général Jules Marie Ladreit de Lacharrière.
Il meurt à Chartres (Eure-et-Loir) en son domicile, rue de Beauvais, le 26 octobre 1842.

## Sources
- « Nicolas-Pierre Paillart », dans Adolphe Robert et Gaston Cougny, Dictionnaire des parlementaires français, Edgar Bourloton, 1889-1891 [détail de l’édition]